# Lockwood (California)
Lockwood es un lugar designado por el censo ubicado en el condado de Monterrey en el estado estadounidense de California. En el año 2010 tenía una población de 379 habitantes.

## Geografía
Lockwood se encuentra ubicado en las coordenadas 35°56′25″N 121°4′44″O / 35.94028, -121.07889.